# Tatebayashi
Tatebayashi (館林市; -shi) è una città giapponese della prefettura di Gunma.
La città è celebre per la presenza di due parchi: il Tobu Treasure Garden e il Parco Tsutsujigaoka.